# La Fin de l'innocence sexuelle
Pour plus de détails, voir Fiche technique et Distribution.
La Fin de l'innocence sexuelle (The Loss of Sexual Innocence) est un film américano-britannique réalisé par Mike Figgis, sorti en 1999.

## Synopsis
Biopic fantaisiste dont  Nic est le personnage central. Ayant été séparé de son jumeau, on le découvre à travers 3 étapes de son existence.
A 5 ans, 16 ans et adulte.

## Fiche technique
- Titre original : The Loss of Sexual Innocence
- Titre français : La Fin de l'innocence sexuelle
- Réalisation : Mike Figgis
- Scénario : Mike Figgis
- Photographie : Benoît Delhomme
- Montage : Matthew Wood
- Musique : Mike Figgis
- Pays d'origine :  États-Unis |  Royaume-Uni
- Format : Couleurs - 1,78:1 - Dolby
- Genre : Film dramatique
- Date de sortie : 1999

## Distribution
- Julian Sands : Nic adulte
- Saffron Burrows : Jumeau anglais / italien
- Stefano Dionisi : Luca
- Kelly Macdonald : Susan
- Gina McKee : la mère de Susan
- Jonathan Rhys Meyers : Nic, âgé de 16 ans
- Bernard Hill : le père de Susan
- Rossy de Palma : la femme aveugle
- Justin Chadwick : Flash Man